# Aepytus assa
Aepytus assa är en fjärilsart som beskrevs av Druce 1887. Aepytus assa ingår i släktet Aepytus och familjen rotfjärilar. Inga underarter finns listade i Catalogue of Life.